# Близикуче
Близикуче (на сръбски: Близикуће) е село в Черна гора, разположено в община Будва. Намира се на 772 метра надморска височина. Населението му според преброяването през 2011 г. е 5 души.

## Население
Численост на населението според преброяванията през годините:
- 1948 – 44 души
- 1953 – 29 души
- 1961 – 28 души
- 1971 – 33 души
- 1981 – 17 души
- 1991 – 17 души
- 2003 – 0 души
- 2011 – 5 души